# Чемпіонат світу з художньої гімнастики 2001
Чемпіонат світу з художньої гімнастики 2001 пройшов з 18 по 21 жовтня у Мадриді, Іспанія.

## Допінговий скандал
Спочатку російські гімнастки Аліна Кабаєва та Ірина Чащина здобули золоті та срібні медалі як у командній, так і в індивідуальній першостях та окремих вправах у цьому чемпіонаті світу. У підсумку лише українська гімнастка Тамара Єрофеєва здобула бронзові медалі в індивідуальній першості та вправі з скакалкою, а в командній першості українська збірна завоювала срібні медалі. Однак, через те, що у допінг-тестах Кабаєвої та Чащиної, проведених на Іграх доброї волі в 2001 році в Брисбені, виявили заборонений фуросемід, то Міжнародна федерація гімнастики дискваліфікувала російських гімнасток на 2 роки з анулюванням всіх результатів на Іграх доброї волі та Чемпіонаті світу в Мадриді. Таким чином, українська збірна в командній першості завоювала золоті медалі, Тамара Єрофеєва стала абсолютною чемпіонкою світу та здобула золоту медаль у вправах з скакалкою та три бронзові у вправах з обручем, м'ячем та булавами. Ганна Безсонова завоювала дві срібні медалі у вправах з обручем та м'ячем та дві бронзові у вправі з скакалкою та індивідуальній першості.

## Медальний залік
| Місце  | Країна   | Золото | Срібло | Бронза | Загалом |
| ------ | -------- | ------ | ------ | ------ | ------- |
| 1      | Україна  | 3      | 2      | 5      | 10      |
| 2      | Болгарія | 3      | 2      | 1      | 6       |
| 3      | Білорусь | 0      | 2      | 0      | 2       |
| Всього | Всього   | 6      | 6      | 6      | 18      |

## Медалісти
| Дисципліна         | Золото                                                                | Срібло                                                                  | Бронза                                                                    |
| Команда            | Команда                                                               | Команда                                                                 | Команда                                                                   |
| ------------------ | --------------------------------------------------------------------- | ----------------------------------------------------------------------- | ------------------------------------------------------------------------- |
| Командна першість  | Україна Тамара Єрофеєва Ганна Безсонова Наталія Годунко Олена Дзюбчук | Білорусь Олена Ткаченко Інна Жукова Олена Осядовська Наталія Палчевська | Болгарія Сімона Пейчева Елізабет Паісієва Юліана Науденова Іва Тепешанова |
| Особиста першість  |                                                                       |                                                                         |                                                                           |
| Абсолютна першість | Тамара Єрофеєва (UKR)                                                 | Сімона Пейчева (BUL)                                                    | Ганна Безсонова (UKR)                                                     |
| Вправа з обручем   | Сімона Пейчева (BUL)                                                  | Ганна Безсонова (UKR)                                                   | Тамара Єрофеєва (UKR)                                                     |
| Вправа з м'ячем    | Сімона Пейчева (BUL)                                                  | Ганна Безсонова (UKR)                                                   | Тамара Єрофеєва (UKR)                                                     |
| Вправа з булавами  | Сімона Пейчева (BUL)                                                  | Олена Ткаченко (BLR)                                                    | Тамара Єрофеєва (UKR)                                                     |
| Вправа з скакалкою | Тамара Єрофеєва (UKR)                                                 | Сімона Пейчева (BUL)                                                    | Ганна Безсонова (UKR)                                                     |